# Třebestovice

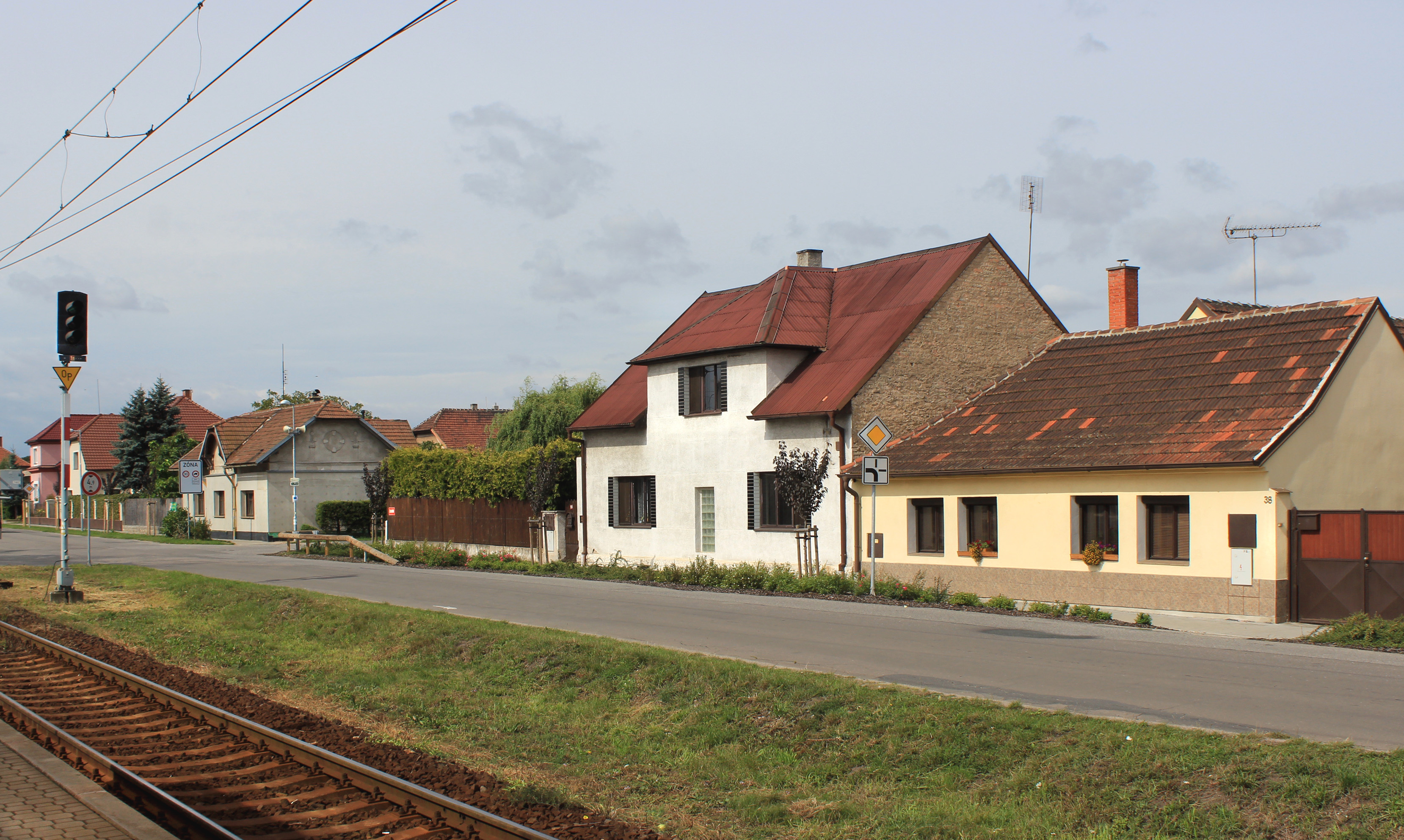
Třebestovice

Třebestovice (deutsch Trebestowitz, früher Strzebestowitz) ist eine Gemeinde in Tschechien. Sie liegt zwei Kilometer südwestlich von Sadská und gehört zum Okres Nymburk.

## Geographie
Třebestovice befindet sich linksseitig der Šembera am südöstlichen Rand des Kersko-Waldes auf der Böhmischen Tafel. Im Süden führt die Autobahn D 11/Europastraße 67 vorbei, die Abfahrt 25 Sadská liegt bei Třebestovice. Durch das Dorf verläuft die Eisenbahnstrecke von Poříčany nach Nymburk.
Nachbarorte sind Hradištko und Doubrava im Norden, Sadská im Nordosten, Kačín und Kostelní Lhota im Osten, Milčice im Südosten, Vycherov und Hořany im Süden, Poříčany und Černá Obora im Südwesten, Chrást im Westen sowie Velenka im Nordwesten.

## Geschichte
Die erste schriftliche Erwähnung von Trebestowicz erfolgte 993 in der Gründungsurkunde des Stiftes Břevnov, als Boleslav II. und Adalbert von Prag dem Benediktinerkloster das Dorf zusammen mit Mračenice überließen. Johann von Luxemburg erließ den Bewohnern von Třebestovice und weiteren Dörfern des Podiebrader Gaus 1328 verschiedene Frondienstverpflichtungen. Während der Hussitenkriege wurde das Dorf auf dem geistlichen Besitz entrissen und kam zur Herrschaft Podiebrad. Georg von Podiebrad verkaufte 1442 dem Poříčaner Müller Beneš die Feste Třebestovice, die dieser zu einer Mühle umbaute. Den Mühlgraben errichtete Jakob Krčín von Jelčany. 1580 verpfändete Rudolf II. das Dorf an Jaroslav Smiřický von Smiřice und löste es bereits 1581 wieder ein. Zusammen mit der Kammerherrschaft Přerov wurde Třebestovice im Jahre 1621 der Kammerherrschaft Brandeis zugeschlagen. 1640 zog das schwedische Heer unter Johan Banér durch die Gegend und brandschatzte. 1778 zogen die Truppen Friedrichs II. von Nymburk über die Elbe und schlugen bei Třebestovice ihr Feldlager auf. Bis ins 19. Jahrhundert war Třebestovice auch von Elbhochwassern betroffen, da einer der Flussarme bei dem Dorf verlief.
Nach der Aufhebung der Patrimonialherrschaften bildete Třebestovice ab 1850 eine Gemeinde im Bezirk Český Brod. Nach der Schlacht bei Königgrätz lagerten 1866 um Třebestovice erneut 8000 Preußen unter dem General Rosenberg. 1882 entstand die Eisenbahnstrecke von Poříčany nach Nymburk. 1897 wurde die Šembera, die damals in diesem Teil Černavka (Schwarzbach) genannt wurde reguliert. Die Arbeiten und der Brückenbau wurden durch italienische Arbeiter ausgeführt. 1961 kam die Gemeinde zum Okres Nymburk. Seit 2007 wird die Station Třebestovice von der Esko Prag auf der Strecke S12 Poříčany–Nymburk angefahren.

## Gemeindegliederung
Für die Gemeinde Třebestovice sind keine Ortsteile ausgewiesen. Zu Třebestovice gehört die Einschicht Vycherov.

## Sehenswürdigkeiten
- Marienkapelle, errichtet 1826 zur Erinnerung an die Prozession nach Altbunzlau, nördlich des Dorfes
- Glockenturm
- Mühle, heute ruinös